# Tates Locke
Taylor Locke, detto Tates (Cincinnati, 26 febbraio 1937 – Jacksonville, 15 maggio 2024), è stato un allenatore di pallacanestro e dirigente sportivo statunitense, professionista nella NBA.